# Барынинский сельский округ
Барынинский сельский округ — упразднённая административно-территориальная единица, существовавшая на территории Рузского района Московской области в 1994—2006 годах.
Барынинский сельсовет был образован в первые годы советской власти. По данным 1919 года он входил в состав Орешковской волости Рузского уезда Московской губернии.
27 февраля 1922 года Орешковская волость была передана в Можайский уезд.
В 1927 году из Барынинского с/с были выделены Аннинский и Вишенский с/с.
В 1926 году Барынинский с/с включал село Аннино, деревни Новое Барынино, Старое Барынино, Ваюхино, Вишенки, Корчманово, Стрыгино и Фомкино, а также 3 хутора.
В 1929 году Барынинский с/с был отнесён к Рузскому району Московского округа Московской области.
14 июня 1954 года к Барынинскому с/с были присоединены Аннинский и Орешкинский сельсоветы.
1 февраля 1963 года Рузский район был упразднён и Барынинский с/с вошёл в Можайский сельский район. 11 января 1965 года Барынинский с/с был возвращён в восстановленный Рузский район.
3 февраля 1994 года Барынинский с/с был преобразован в Барынинский сельский округ.
5 февраля 1996 года к Барынинскому с/о был присоединён Новогорбовский сельский округ.
18 мая 2002 года в Барынинском с/о была восстановлена деревня Паново.
В ходе муниципальной реформы 2004—2005 годов Барынинский сельский округ прекратил своё существование как муниципальная единица. При этом все его населённые пункты были переданы в сельское поселение Колюбакинское.
29 ноября 2006 года Барынинский сельский округ исключён из учётных данных административно-территориальных и территориальных единиц Московской области.